# Ксенія Ситник
Ксенія Ситник (нар. 15 травня 1995 року, Мозир, Білорусь) — білоруська співачка. Переможниця дитячого пісенного конкурсу Євробачення 2005.

## Біографія
У 2001 році почала займатися у студії естрадного вокалу «ЮМЭС», де художнім керівником була її матір.
Ксенія Ситник брала участь у багатьох конкурсах. У 2004 році стала володаркою диплому першого ступеня на Міжнародному фестивалі дитячої творчості «Золотая пчёлка»
(Климовичі). У 2005 році Ксенія перемогла на міській олімпіаді з російської мови. У липні 2005 року співачка перемогла на дитячому конкурсі в рамках фестивалю Слов'янський базар.
У листопаді 2005 року Ксенія здобула перемогу на дитячому пісенному конкурсі Євробачення з піснею «Мы вместе».

## Дискографія
- 2006 — Мы вместе
- 2010 — Республика Ксения